# Virgen de la Oliva (Recas)
La Virgen de la Oliva (Recas) es una advocación mariana que se venera en la localidad toledana de Recas.

## Historia de la Imagen de Ntra. Sra. de la Oliva
La imagen de Nuestra Señora la Virgen de la Oliva, se encuentra ligada al árbol milenario del olivo. El olivo, o como gusta llamar por estas tierras: la oliva; forma parte de la tradición y la devoción religiosa en Recas. Allí existe una oliva que destaca sobre las demás por su grandeza y frondosidad.
Antes de la invasión musulmana de la península ibérica, sobre ese paraje y no muy lejos del Castillo de Canales, se levantaba una ermita con devoción a la Virgen. Los cristianos de aquellos tiempos, usaron la frondosidad de la oliva para salvaguardar las imágenes de culto. Es por ello que desde aquella época este árbol ha estado ligado a la devoción de la imagen mariana a la que ha prestado su nombre.
Durante la Reconquista (Alfonso VI reconquista Toledo en 1085) el castillo de Canales, al norte de Toledo, era un lugar privilegiado para controlar la frontera entre ambos reinos, una vez reconquistada la zonase recuperan las imágenes escondidas por los antiguos cristianos en distintos puntos como la oliva de la que antes comentamos, los cristianos retomaron con mayor intensidad su devoción a la Virgen de la Oliva.
Según el legado histórico que llega a la actualidad, la citada oliva empezó a sudar aceite e incluso en el día de hoy corre por nudos y junturas de los ramos de dicha oliva, aunque no tan sutil y delgado como se saca de la aceituna. Este acontecimiento, propició las primeras peregrinaciones a la Oliva.
Durante la Edad Media, dicho culto y veneración llegó a expandirse tanto que llegó a oídos de la Corte y el Rey Juan II. Dada la religiosidad del monarca, ordenó levantar en la zona un Convento-Monasterio, llamado de Nuestra Señora de la Oliva, para que en él se alojasen religiosos observantes de la Compañía de San Francisco de Asís. Aunque este Convento franciscano del siglo XV desgraciadamente no ha sobrevivido al paso del tiempo, según los historiadores y expertos, su estructura podía estar formada por un gran claustro de forma cuadrada en torno al cual se disponían las celdas y habitaciones necesarias para la comunidad. Sufriendo a lo largo de los siglos ciertas ampliaciones de importancia, y pudiendo llegar según algún historiador a tener dos claustros con planta superior, del que sólo existen los escombros, una huerta y una alameda contigua, que se riegan con manantial.
Tras estas épocas convulsas (principios del siglo XIX) que supusieron la destrucción y posterior desamortización del Monasterio, la imagen de Ntra. Sra. de la Oliva fue traída a Recas, y hoy en día descansa en la parroquia.
Actualmente la Virgen de la Oliva sigue venerándose con gran devoción por todos los requeños, siendo la patrona del pueblo.
Durante el siglo XX, más concretamente bajo el apostolado en Recas del párroco D. José María Gómez Jane, se adecenta una explanada con altar en el entorno de la oliva donde cuenta la historia que apareció la Virgen, proyecto inspirado e impulsado por el citado párroco. También, a principios del siglo XX, el sacristán de la Iglesia de Recas, D. Gregorio Huecas Burgos, compuso el himno a Ntra. Sra. de la Oliva en Recas.
En el umbral del según del segundo milenio, se construye una capilla en el lateral izquierdo de la parroquia dedicada a la veneración de la Virgen de la Oliva, allí se levanta un retablo inspirado en el que existió en su antigua morada al lado de los frailes franciscanos.
La capilla actual en honor de Ntra. Sra. de la Oliva forma parte de una obra filantrópica de la familia requeña Ortiz Bravo. En 2004, en la Explanada de la Oliva se coloca una escultura de bronce con la esfinge de la Virgen de la Oliva, fruto de la devoción de una familia de Recas.
El 8 de septiembre es el día grande de la veneración a la Virgen de la Oliva, patrona de Recas.
El domingo de la Santísima Trinidad es tradición la romería en peregrinación a la Explanada donde se encuentra enclavada la Oliva.
| Himno a la Virgen de la Oliva |
| --- |
| Virgen Santísima escucha la oración del que a tu plantas llora contrito el corazón llegue a ti siempre nuestro clamor porque a tus hijos madre no desamparas, no Desde el cielo envuelta entre luceros a la oliva la Virgen descendió, y brillando entre grandes resplandores su imagen a un rey se apareció. Para ser Reina y Patrona de Recas y sus hijos la guardia de honor. Para ser Reina y Patrona de Recas y sus hijos la guardia de honor. De Gregorio Huecas Burgos (Sacristán en Recas primera mitad del siglo XX) |

- Datos: Q110164399